# World Series of Poker Europe 2022

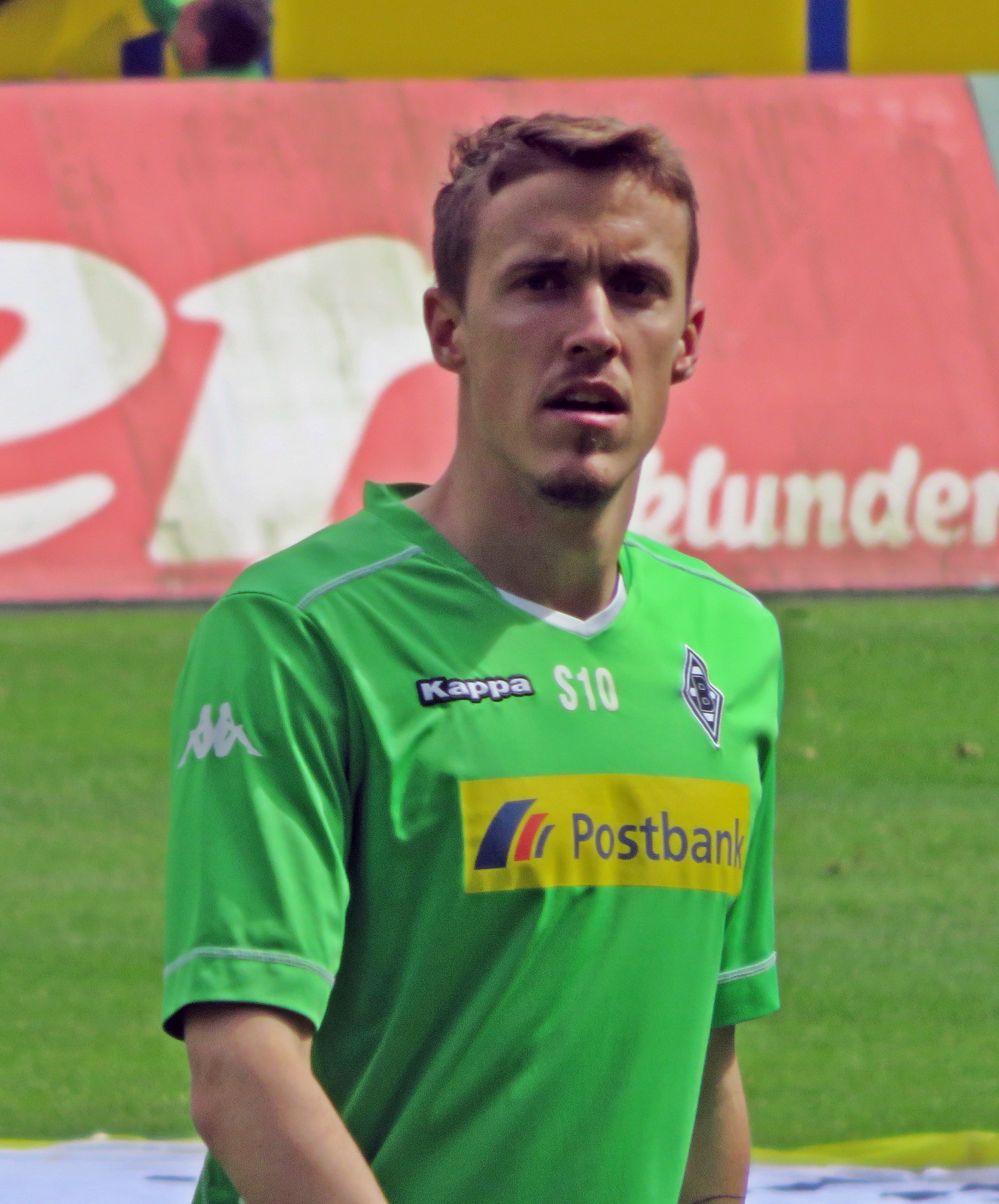
Il calciatore professionista tedesco Max Kruse ha conquistato il suo primo braccialetto delle WSOP nell'evento #7

Le World Series of Poker Europe 2022 (WSOPE) si sono tenute al King's Casino di Rozvadov in Repubblica Ceca. Si è trattato della 13ª edizione delle WSOPE che ha registrato oltre 10.000 partecipanti per l'assegnazione di 15 braccialetti delle World Series of Poker.
Al torneo di apertura (evento #1) primo e secondo posto di due giocatori italiani: Fabio Peluso e Carlo Savinelli. Da sottolineare l'affermazione del noto calciatore professionista tedesco Max Kruse all'evento 7.
Il torneo principale (Evento #12), denominato € 10.350 No Limit Hold'em Main Event è stato vinto dallo svedese Omar Eljach, sui favoriti Shaun Deeb e Jonathan Pastore.

## Eventi
I 15 tornei si sono svolti dal 26 ottobre al 16 novembre 2022
| High Roller | Tornei con iscrizione maggiore al Main Event          |
| Main Event  | Torneo principale delleː World Series of Poker Europe |

| Evento | TV Table           | Nome                                           | Iscritti | Vincitore           | Premio (€) | Ultimo giocatore eliminato |
| ------ | ------------------ | ---------------------------------------------- | -------- | ------------------- | ---------- | -------------------------- |
| 1      | Video, su YouTube. | € 350 Opener No Limit Hold'em                  | 2.454    | Fabio Peluso        | 95670 €    | Carlo Savinelli            |
| 2      | Video, su YouTube. | € 550 Pot Limit Omaha 8-MAX                    | 566      | Helmut Phung        | 55132 €    | Martin Almaas              |
| 3      |                    | € 1.350 Mini Main Event No Limit Hold'em       | 1.431    | Ilija Savevski      | 245319 €   | Stefan Schoss              |
| 4      |                    | € 2.000 Pot Limit Omaha                        | 221      | Anson Tsang         | 95461 €    | Tomasz Gluszko             |
| 5      | Video, su YouTube. | € 550 No Limit Hold'em - Colossus              | 2.982    | Lubos Laska         | 170568 €   | Nino Pansier               |
| 6      |                    | € 5,000 Pot Limit Omaha                        | 223      | Roman Verenko       | 247268 €   | Omar Eljach                |
| 7      |                    | € 1,650 No-Limit Hold'em 6-Handed              | 413      | Max Kruse           | 134152 €   | Dorian Melchers            |
| 8      | Video, su YouTube. | € 25,000 No-Limit Hold'em Platinum High Roller | 67       | Paul Phua           | 482433 €   | Gab Yong Kim               |
| 9      |                    | € 2,200 Short Deck                             | 91       | Emil Bise           | 49521 €    | Jakub Koleckar             |
| 10     |                    | € 2,000 8-Game Mix                             | 102      | Thomer Pidun        | 49245 €    | Oleksii Kovalchuk          |
| 11     | Video, su YouTube. | € 50,000 No-Limit Hold'em Diamond High Roller  | 45       | Orpen Kisacikoglu   | 748106 €   | Sam Grafton                |
| 12     | Video, su YouTube. | € 10,350 No-Limit Hold'em Main Event           | 763      | Omar Eljach         | 1380128 €  | Jonathan Pastore           |
| 13     |                    | € 1,650 PLO/NLH Mixed                          | 251      | Yair van Ruiten     | 85405 €    | Ioannis Angelou Konstas    |
| 14     |                    | € 1,100 No-Limit Hold'em Bounty Hunter         | 688      | Karim Maekelberg    | 62111 €    | Theo Schmitt               |
| 15     |                    | € 1,000 No-Limit Hold'em Turbo Freezeout       | 211      | Andriy Lyubovetskiy | 45606 €    | Oleksii Kovalchuk          |

### Main Event
Il Main Event è iniziato il giorno 11 novembre con il primo dei due "starting flight". L'evento, registrando 763 partecipanti, è diventato il più grande Main Event di sempre nella storia delle WSOP Europe. Il tavolo finale si è concluso il 16 novembre, con il successo dello svedese Omar Eljach, che ha vinto 1.380.128 euro.

### Tavolo Finale
| Name               | Valore delle chips (percentuali totali) | WSOP Braccialetti | WSOP In The Money* | WSOP Somma guadagni* |
| ------------------ | --------------------------------------- | ----------------- | ------------------ | -------------------- |
| Omar Eljach        | 19,480,000 (25.5%)                      | 0                 | 8                  | $377,217             |
| Shaun Deeb         | 16,580,000 (21.7%)                      | 5                 | 136                | $7,668,881           |
| Jonathan Pastore   | 9,925,000 (13.0%)                       | 1                 | 7                  | $789,770             |
| Paul Covaciu       | 9,125,000 (12.0%)                       | 0                 | 1                  | $3,322               |
| Barny Boatman      | 7,730,000 (10.1%)                       | 2                 | 67                 | $1,702,678           |
| Vladas Tamasauskas | 5,950,000 (7.8%)                        | 0                 | 26                 | $280,645             |
| Alexandre Reard    | 5,300,000 (6.9%)                        | 1                 | 35                 | $1,117,834           |
| Armin Rezaei       | 2,205,000 (2.9%)                        | 0                 | 11                 | $71,376              |

*Statistiche raccolte prima del "2022 WSOPE Main Event"

### Risultati del Tavolo Finale
| Posizione | Nominativo         | Premio     |
| --------- | ------------------ | ---------- |
| 1°        | Omar Eljach        | €1,380,128 |
| 2°        | Jonathan Pastore   | €852,949   |
| 3°        | Shaun Deeb         | €607,531   |
| 4°        | Vladas Tamasauskas | €438,978   |
| 5°        | Paul Covaciu       | €321,838   |
| 6°        | Armin Rezaei       | €239,466   |
| 7°        | Barny Boatman      | €180,867   |
| 8°        | Alexandre Reard    | €138,702   |